# Crkva sv. Antuna Opata u Naklicama
Crkva sv. Antuna Opata je katolička crkva u Naklicama, gradskom naselju Omiša.

## Opis
Crkva sv. Antuna Opata u poljičkom selu Naklice može se datirati u 15. stoljeće. Po tradiciji je posvećena sv. Mariji. Pravilno orijentirana jednobrodna crkva pravokutnog tlocrta bez istaknute apside zidana je masivnim kamenim kvaderima i pokrivena dvostrešnim krovom od kamenih ploča. Jednostavno oblikovano glavno pročelje nadvisuje zvonik na preslicu sa zidanim lukom koji je pokriven krovićem od kamenih ploča. Ulazna su vrata flankirana malim kvadratičnim prozorima. Crkva je presvedena bačvastim svodom, a svetište je smješteno u plitkoj apsidi u debljini istočnog zida. Na kamenim konzolama uz pročelni zid podignuto je pjevalište.

## Zaštita
Pod oznakom Z-6300 zavedena je kao nepokretno kulturno dobro - pojedinačno, pravna statusa zaštićena kulturnog dobra, klasificirano kao "sakralna graditeljska baština".